# Научно-популярная литература
Научно-популярная литература (сокр. научпоп) — литературные произведения о науке, научных достижениях и об учёных, предназначенные для широкого круга читателей.
Научно-популярная литература рассчитана как на специалистов из других областей знания, так и на малоподготовленных читателей, в том числе, детей и подростков.
Научно-популярная литература включает произведения об основах и отдельных проблемах фундаментальных и прикладных наук, биографии деятелей науки, описание путешествий и т. д., написанные в различных жанрах.
Лучшие популярные сочинения пропагандируют достижения науки в форме, наиболее доступной читателям, которым они предназначены. В поэтической форме написаны: первое дошедшее до нас популярное произведение о науке — «О природе вещей» Лукреция Кара, а в России — «Письмо о пользе стекла» М. В. Ломоносова. На научно-популярном уровне выдержаны «Диалоги о двух главнейших системах мира» Галилео Галилея и шутливый трактат «О шестиугольных снежинках» Иоганна Кеплера. Из бесед возникли «История свечи» М. Фарадея и «Жизнь растения» К. А. Тимирязева. Известны популярные сочинения, написанные в форме календаря природы, этюдов, очерков, «интеллектуальных» приключений и т. п.
К научно-популярной литературе примыкает научно-художественная литература.

Популярное знание sensu stricto — это знание не для специалистов, а для широких кругов взрослых дилетантов, имеющих общее образование. Поэтому его нельзя считать вводной наукой; этим целям служат школьные учебники, а не популярные книги. Характерной чертой популярного изложения научных знаний является отсутствие деталей и, прежде всего, спорных мнений, вследствие чего эти знания предстают искусственно упрощенными. Форма этого изложения обладает художественной привлекательностью, живостью и доступностью. Ещё более важно, что оно излагается в аподиктической манере, позволяющей просто принять или отбросить какие-либо точки зрения. Упрощенность, образность и аподиктичность суждений — наиболее характерные черты экзотерического знания.— Флек Л. Возникновение и развитие научного факта. 1935

## Научно-популярные книги
В научно-популярных книгах обычно приводятся общие сведения по какому-либо тематическому вопросу. Нацеленные на широкого читателя, эти издания пишутся простым языком, иногда с юмором, обычно содержат минимальное число формул и исчислений и большое количество иллюстраций.

### Известные научно-популярные книги
- биологические: «Жизнь животных» Альфреда Брема и советские многотомные научно-популярные издания коллектива авторов «Жизнь растений» и «Жизнь животных»
- «Популярная астрономия» Камиля Фламмариона
- серия книг Якова Перельмана: «Занимательная физика», «Занимательная математика», «Занимательная геометрия» и др.
- «Что такое жизнь?» Эрвина Шрёдингера
- «История атомной энергии» Фредерика Содди
- «Под знаком кванта» Л. И. Пономарёва
- «Краткая история времени» Стивена Хокинга
- «Нечто по имени ничто» Романа Подольного
- «Путеводитель по науке» Айзека Азимова
- «Магия реальности» Ричарда Докинза

### Научно-популярные книжные серии
- Библиотечка «Квант»
- Серия научно-популярных изданий АН СССР
- Учёные — школьнику
- международный ежегодник «Наука и человечество»

## Научно-популярные журналы
Научно-популярный журнал обычно содержит новости науки, научно-популярные статьи, колонку интересных фактов и фоторепортажи.
В таких журналах содержится очень много иллюстраций, таблиц, ссылок, интересных фактов в статьях. Все статьи выдержаны в научно-популярном стиле.

### Научно-популярные журналы и бюллетени России
- В защиту науки
- В мире науки
- Вокруг света
- Древо познания
- Земля и Вселенная
- Знание — сила
- Квант
- Квантик
- Машины и Механизмы
- Математическое просвещение
- Моделист-конструктор
- Наука в фокусе
- Наука и жизнь
- Наука и техника
- Новости космонавтики
- Педиатрия
- Популярная механика
- Провизор
- Радио
- Соросовский Образовательный Журнал
- Техника — молодёжи
- Химия и жизнь — XXI век
- Юный натуралист
- Юный техник
- Экология и жизнь
- Молодой учёный
- TechInsider

## Научно-популярная литература в мире
Один из первых популяризаторов науки — французский писатель Жюль Верн. Помимо научных сведений, которые даются в его художественных произведениях, он написал несколько чисто научно-популярных книг — «Иллюстрированная география Франции и её колоний», «Научное и экономическое завоевание Земли» и «История великих путешествий и великих путешественников».
Американский физик и популяризатор науки Джордж (Георгий Антонович) Гамов написал серию книг, в которых ему ассистирует воображаемый мистер Томпкинс: «Мистер Томпкинс в Стране Чудес» и др. (в том числе, в соавторстве с Марвином Стерном и Мартинасом Ичасом).
Несколько изданий выдержала и до сих пор переиздаётся написанная в 1926 году книга микробиолога Поля де Крюи «Охотники за микробами».
Американский популяризатор математики Мартин Гарднер вёл рубрику в журнале Scientific American.
Американский писатель-фантаст Айзек Азимов — автор научно-популярных статей в журнале Magazine of Fantasy and Science Fiction, он написал множество книг, касающихся разных областей науки, от истории до астрономии, в том числе «Путеводитель по науке».

## Научно-популярная литература в России
В начале XX века научно-популярные книги по физике и математике писал Яков Перельман. Одним из основоположников научно-художественной литературы в Советском Союзе считается М. Ильин (младший брат С. Я. Маршака), написавший для детей книги «Сто тысяч почему», «Рассказы о вещах» и «Как человек стал великаном» (последнюю в соавторстве с Еленой Сегал). Виталий Бианки описывал жизнь животных.
В 1920—1930-е годы наука вызывала большой интерес у литературы. Герой Андрея Платонова откармливал электроны («Эфирный тракт»), Воланд Михаила Булгакова успешно применял пятимерную теорию, приобрела популярность научная фантастика. Даже роман Льва Никулина о событиях, разворачивавшихся (согласно аннотации) «в годы реакции 1907—1911 гг.», получил название «Время, пространство, движение», более пригодное для книги о теории относительности. Во всём этом отражалась возросшая в обществе роль науки и техники.
Максим Горький считал взаимодействие учёных и писателей особенно плодотворным в литературе для детей. В его статье 1933 года «О темах» поднят вопрос о создании новой детской литературы, посвящённой «художественной популяризации научных знаний». По мнению Горького, «не должно быть резкого различия между художественной и научно-популярной книгой», и это возможно «только при непосредственном участии подлинных работников науки и литераторов высокой словесной техники». Горький отмечает, что «авторами такой книги могут и должны быть лучшие научные работники, а не безличные посредники-компиляторы, готовые состряпать очерк, статью или целый трактат по заказу любого издательства и на любую тему». Статья заканчивалась призывом тщательно рассмотреть намеченную схему работы, «для чего следует немедля организовать группу молодых учёных и литераторов».
В 1933 году в Физико-техническом институте состоялось несколько встреч между ленинградскими писателями и учёными. В отчётах об этих встречах в газете «Литературный Ленинград» упоминаются М. М. Зощенко, В. А. Каверин, Б. А. Лавренёв, Л. М. Леонов, С. Я. Маршак, Ю. Н. Тынянов, К. И. Чуковский; науку представляли физики Я. Г. Дорфман, А. Ф. Иоффе, Н. Н. Семёнов, Я. И. Френкель, математики Б. Н. Делоне, М. Л. Франк, и другие учёные. На встречах обсуждалось сходство и различие двух типов творчества — научного и художественного, обсуждалось, как надо писать о достижениях науки, как «вводить» учёных в повести и романы. Обсуждалась также идея совместного альманаха — она была реализована много лет спустя в сборниках «Пути в Незнаемое». Одно из следствий таких встреч — публикация повести Я. Г. Дорфмана «Магнит науки» в литературном альманахе «Год шестнадцатый», в редколлегию которого входил Горький.
Петр Кошель выпустил в 2000 году книги для подростков: «На заре человечества» и «Биология: в стране вечных загадок». Множество научно-популярных книг по самым разным отраслям знаний было издано в сериях «Эврика» и «Жизнь замечательных идей».